# Nati nel 1956/Ottobre
| Questa pagina contiene informazioni ricavate automaticamente dalle voci biografiche con l'ausilio del template Bio e di un bot. L'aggiornamento è periodico e automatico e ricostruisce completamente la pagina. Se manca una persona in questa lista, sei pregato di non aggiungerla, ma accertati piuttosto che la sua voce biografica contenga il template Bio e che i dati anagrafici siano correttamente compilati. Se il template Bio manca, inseriscilo tu stesso o, in alternativa, metti l'avviso {{tmp\|Bio}} che ne segnala la mancanza. Se i dati riportati sono sbagliati, correggi direttamente la voce biografica; le modifiche saranno visibili in questa lista entro pochi giorni. Per chiarimenti vedi il progetto biografie. La lista contiene solo le 260 persone che sono citate nell'enciclopedia e per le quali è stato implementato correttamente il template Bio. Pagina aggiornata al 2 lug 2025. |

- 1º ottobre - Andrus Ansip, politico estone
- 1º ottobre - Tara Buckman, attrice e ex modella statunitense
- 1º ottobre - Gina Haspel, agente segreto e funzionaria statunitense
- 1º ottobre - Charalambos Holidis, lottatore greco († 2019)
- 1º ottobre - Terje Krokstad, ex biatleta norvegese
- 1º ottobre - Theresa May, politica britannica
- 1º ottobre - Maurizio Nalin, ex atleta paralimpico italiano
- 2 ottobre - Charlie Adler, doppiatore statunitense
- 2 ottobre - Philippe Ballot, arcivescovo cattolico francese
- 2 ottobre - Les Briley, ex calciatore inglese
- 2 ottobre - Leszek Dunecki, ex velocista polacco
- 2 ottobre - Freddie Jackson, cantante statunitense
- 2 ottobre - Arvid Kramer, ex cestista statunitense
- 2 ottobre - Renzo Mazzarri, apneista italiano
- 2 ottobre - Jonathan Speelman, scacchista inglese
- 3 ottobre - Hart Bochner, attore, regista e produttore cinematografico canadese
- 3 ottobre - Aldis Berzins, allenatore di pallavolo e ex pallavolista statunitense
- 3 ottobre - Toshiki Hirano, regista e animatore giapponese
- 3 ottobre - Gilles de Kerchove, politico belga
- 3 ottobre - Satoru Makimura, fumettista giapponese
- 3 ottobre - Stefan Mutter, ex ciclista su strada e pistard svizzero
- 3 ottobre - Eiji Oue, direttore d'orchestra giapponese
- 3 ottobre - Sylvia Sweeney, ex cestista canadese
- 4 ottobre - Luigi Amicone, giornalista, saggista e politico italiano († 2021)
- 4 ottobre - Georgi Bliznaški, politico e giurista bulgaro
- 4 ottobre - Hans van Breukelen, ex calciatore olandese
- 4 ottobre - Ahmed Hachani, banchiere, giurista e politico tunisino
- 4 ottobre - Bill Johnson, scrittore di fantascienza e giornalista statunitense († 2022)
- 4 ottobre - Paolo Ruffini, giornalista italiano
- 4 ottobre - Pierantonio Tremolada, vescovo cattolico e biblista italiano
- 4 ottobre - Claudio Vagheggi, procuratore sportivo e ex calciatore italiano
- 4 ottobre - Christoph Waltz, attore e regista austriaco
- 4 ottobre - Bertil Wennergren, esperantista e batterista svedese
- 5 ottobre - John McCullough, ex cestista e allenatore di pallacanestro statunitense
- 5 ottobre - Ron Nyswaner, sceneggiatore e regista statunitense
- 5 ottobre - Lakis Papaioannou, ex calciatore greco
- 5 ottobre - Ján Richter, politico slovacco
- 6 ottobre - Viktor Evsjukov, ex giavellottista kazako
- 6 ottobre - Rüdiger Helm, ex canoista tedesco
- 6 ottobre - Joachim Lottmann, scrittore e giornalista tedesco
- 6 ottobre - Ilija Mate, lottatore sovietico
- 6 ottobre - Bruno Nöckler, sciatore alpino italiano († 1982)
- 6 ottobre - Massimo Speranza, collaboratore di giustizia e criminale italiano
- 7 ottobre - Maurizio Ambrosini, sociologo italiano
- 7 ottobre - Steve Bainbridge, rugbista a 15 britannico
- 7 ottobre - José Daniel Falla Robles, vescovo cattolico colombiano († 2021)
- 7 ottobre - Shinji Miyazaki, compositore e arrangiatore giapponese
- 7 ottobre - Alain Perrin, allenatore di calcio francese
- 7 ottobre - Screaming Mad George, regista, truccatore e effettista giapponese
- 7 ottobre - Bruno Serato, imprenditore e filantropo italiano
- 7 ottobre - Mike Shipley, produttore discografico australiano († 2013)
- 8 ottobre - Valerio Calzolaio, politico italiano
- 8 ottobre - James Coombes, attore britannico
- 8 ottobre - Fiona Fullerton, attrice e imprenditrice inglese
- 8 ottobre - Johnnie Johnson, ex giocatore di football americano statunitense
- 8 ottobre - Erman Kunter, allenatore di pallacanestro e ex cestista turco
- 8 ottobre - Realino Marra, giurista, sociologo e scrittore italiano
- 8 ottobre - Hiroshi Michinaga, ex arciere giapponese
- 8 ottobre - Rašid Nurgaliev, generale e politico russo
- 8 ottobre - Tente Sánchez, ex calciatore spagnolo
- 8 ottobre - Janice Voss, astronauta statunitense († 2012)
- 8 ottobre - Stephanie Zimbalist, attrice statunitense
- 9 ottobre - K. A. Applegate, scrittrice statunitense
- 9 ottobre - Nessa Childers, politica irlandese
- 9 ottobre - Ivan Nielsen, allenatore di calcio e ex calciatore danese
- 9 ottobre - Marina Pierro, attrice, regista e scrittrice italiana
- 10 ottobre - Amanda Burton, attrice britannica
- 10 ottobre - Pasquale D'Alessandro, autore televisivo e dirigente d'azienda italiano
- 10 ottobre - Mark Gordon, produttore cinematografico statunitense
- 10 ottobre - Raúl Gorriti, calciatore peruviano († 2015)
- 10 ottobre - Květa Jeriová, ex fondista cecoslovacca
- 10 ottobre - Thomas Petruo, attore, doppiatore e conduttore radiofonico tedesco († 2018)
- 10 ottobre - Maritza Pineda, modella venezuelana
- 10 ottobre - Paul Sturrock, allenatore di calcio e ex calciatore britannico
- 10 ottobre - Taur Matan Ruak, ex militare e politico est-timorese
- 11 ottobre - Edoardo Albinati, scrittore, traduttore e sceneggiatore italiano
- 11 ottobre - Stanislav Birner, ex tennista cecoslovacco
- 11 ottobre - Neil Buchanan, conduttore televisivo e chitarrista britannico
- 11 ottobre - Mario D'Amico, autore televisivo italiano
- 11 ottobre - Nicanor Duarte Frutos, politico paraguaiano
- 11 ottobre - Ilir Lame, ex calciatore albanese
- 11 ottobre - Marco Maestripieri, allenatore di calcio e ex calciatore italiano
- 11 ottobre - Riitta Ollikka, ex sciatrice alpina finlandese
- 11 ottobre - Kim Sands, ex tennista statunitense
- 11 ottobre - Stephen Spinella, attore statunitense
- 11 ottobre - Nicolae Ungureanu, ex calciatore rumeno
- 12 ottobre - Rafael Ábalos, scrittore e avvocato spagnolo
- 12 ottobre - Alfonso Carrasco Rouco, vescovo cattolico spagnolo
- 12 ottobre - Allan Evans, allenatore di calcio e ex calciatore scozzese
- 12 ottobre - Arturo Iannaccone, politico italiano
- 12 ottobre - Nell Jongeneel, ex calciatrice neozelandese
- 12 ottobre - Will Koopman, regista, sceneggiatrice e attrice olandese
- 12 ottobre - Trần Đại Quang, politico, dirigente pubblico e militare vietnamita († 2018)
- 12 ottobre - Dave Vanian, cantante britannico
- 12 ottobre - Jörg Weißflog, ex calciatore tedesco
- 13 ottobre - Chris Carter, regista, sceneggiatore e produttore televisivo statunitense
- 13 ottobre - Oliviero Diliberto, ex politico e giurista italiano
- 13 ottobre - Andreas Langer, ex combinatista nordico tedesco orientale
- 13 ottobre - Danny Pieters, politico belga
- 13 ottobre - Melvyn Tan, pianista singaporiano
- 13 ottobre - Trương Mỹ Lan, imprenditrice vietnamita
- 13 ottobre - Luigino Vascon, politico italiano († 2022)
- 14 ottobre - Chris Bangle, designer statunitense
- 14 ottobre - Harald Karger, ex calciatore tedesco
- 14 ottobre - Constanze Krehl, politica tedesca
- 14 ottobre - Peter Lüscher, ex sciatore nautico e sciatore alpino svizzero
- 14 ottobre - Bruce MacVittie, attore statunitense († 2022)
- 14 ottobre - Giuseppe Menozzi, pittore italiano
- 14 ottobre - Jiří Pokorný, ex pistard ceco
- 15 ottobre - Stephen Altman, scenografo statunitense
- 15 ottobre - Peter Caruana, politico gibilterriano
- 15 ottobre - Marco Causi, politico e economista italiano († 2025)
- 15 ottobre - Valerij Cyganov, ex sciatore alpino russo
- 15 ottobre - Cilia Flores, politica venezuelana
- 15 ottobre - Mersad Kovačević, ex calciatore jugoslavo
- 15 ottobre - Lee Jang-soo, allenatore di calcio e ex calciatore sudcoreano
- 15 ottobre - Joe Norman, ex giocatore di football americano statunitense
- 15 ottobre - Robert Shaw, ex giocatore di football americano statunitense
- 15 ottobre - Pietro Spataro, giornalista italiano
- 16 ottobre - Marin Alsop, musicista e direttrice d'orchestra statunitense
- 16 ottobre - Melissa Belote, ex nuotatrice statunitense
- 16 ottobre - Holly Jackson, ex cestista canadese
- 16 ottobre - Jean-Claude Marcourt, politico belga
- 16 ottobre - James Newman, ex astronauta e fisico statunitense
- 16 ottobre - Giuseppe Pallavicini, allenatore di calcio e ex calciatore italiano
- 16 ottobre - Roger Phegley, ex cestista statunitense
- 16 ottobre - Ratko Radovanović, ex cestista jugoslavo
- 16 ottobre - Meg Rosoff, scrittrice statunitense
- 16 ottobre - Anna Savva, attrice britannica
- 16 ottobre - Rik Torfs, docente e politico belga
- 16 ottobre - Jaroslav Tůma, organista ceco
- 16 ottobre - Jim Youngs, attore statunitense
- 17 ottobre - Mae Jemison, ex astronauta, ingegnera e medico statunitense
- 17 ottobre - Arturo Jáuregui Peña, calciatore cileno († 2023)
- 17 ottobre - Pat McCrory, politico statunitense
- 17 ottobre - Antal Nagy, ex calciatore ungherese
- 17 ottobre - Bernd Olbricht, ex canoista tedesco
- 17 ottobre - Guy Stéphan, allenatore di calcio e ex calciatore francese
- 18 ottobre - Enrica Biscossi, costumista italiana
- 18 ottobre - Lucy Ellmann, scrittrice statunitense
- 18 ottobre - Gianni Giovannelli, politico italiano
- 18 ottobre - Donnie Hamzik, batterista statunitense
- 18 ottobre - Luc Lang, scrittore francese
- 18 ottobre - Lamine N'Diaye, allenatore di calcio e ex calciatore senegalese
- 18 ottobre - Martina Navrátilová, allenatrice di tennis e ex tennista cecoslovacca
- 18 ottobre - Cindy O'Callaghan, attrice irlandese
- 18 ottobre - Payao Poontarat, pugile thailandese († 2006)
- 18 ottobre - Jim Talent, politico e avvocato statunitense
- 18 ottobre - Alan Willey, ex calciatore inglese
- 19 ottobre - Stephen Badger, ex nuotatore australiano
- 19 ottobre - Sunny Deol, attore e regista indiano
- 19 ottobre - Angelo Longoni, regista, sceneggiatore e drammaturgo italiano († 2025)
- 19 ottobre - Roberta Manfredi, attrice, produttrice televisiva e conduttrice televisiva italiana
- 19 ottobre - Roberto Nepote, dirigente d'azienda italiano
- 19 ottobre - Darío Pereyra, allenatore di calcio, ex calciatore e dirigente sportivo uruguaiano
- 19 ottobre - Carlo Urbani, medico e microbiologo italiano († 2003)
- 19 ottobre - Bruce Weber, allenatore di pallacanestro statunitense
- 20 ottobre - Pedro Bonelli, ex calciatore peruviano
- 20 ottobre - Danny Boyle, regista, produttore cinematografico e sceneggiatore britannico
- 20 ottobre - Jacques Breuer, attore e doppiatore tedesco († 2024)
- 20 ottobre - Luca Flores, pianista e compositore italiano († 1995)
- 20 ottobre - Or Goren, ex cestista israeliano
- 20 ottobre - Minoru Mukaiya, musicista giapponese
- 20 ottobre - Mark Nickeas, ex calciatore inglese
- 20 ottobre - Leo Palin, ex tennista finlandese
- 20 ottobre - Valerio Peretti Cucchi, autore televisivo italiano († 2003)
- 20 ottobre - Yoshiyuki Suga, sceneggiatore giapponese († 2024)
- 21 ottobre - Estanislao Argote, ex calciatore spagnolo
- 21 ottobre - Jeff Cook, ex cestista statunitense
- 21 ottobre - Carrie Fisher, attrice, cabarettista e sceneggiatrice statunitense († 2016)
- 21 ottobre - Andro Knego, ex cestista jugoslavo
- 21 ottobre - Paul Levitz, fumettista e sceneggiatore statunitense
- 21 ottobre - Luciano Marangon, ex calciatore italiano
- 21 ottobre - Francisco Javier Múnera Correa, arcivescovo cattolico colombiano
- 21 ottobre - Manuela Pineschi, critica cinematografica italiana
- 21 ottobre - Mike Tully, ex astista statunitense
- 22 ottobre - Jean-Charles Blais, pittore francese
- 22 ottobre - Vivianne Blanlot, economista e politica cilena
- 22 ottobre - Mark Dunn, scrittore statunitense
- 22 ottobre - Howe Gelb, cantautore, musicista e produttore discografico statunitense
- 22 ottobre - Philippe Le Guay, regista e sceneggiatore francese
- 22 ottobre - Marco Lodoli, scrittore, giornalista e insegnante italiano
- 23 ottobre - Sergio Cecotti, politico e fisico italiano
- 23 ottobre - Sergio Fortunato, procuratore sportivo e ex calciatore argentino
- 23 ottobre - Joaquin Jimenez, medaglista e pittore francese
- 23 ottobre - Betsy Nagelsen, tennista statunitense
- 23 ottobre - Darrell Pace, ex arciere statunitense
- 23 ottobre - Mari Elka Pangestu, politico indonesiano
- 23 ottobre - Dianne Reeves, cantante statunitense
- 23 ottobre - Gil Rossellini, regista, produttore cinematografico e sceneggiatore italiano († 2008)
- 23 ottobre - Katrin Sass, attrice tedesca
- 23 ottobre - Brent Syme, giocatore di curling canadese
- 23 ottobre - Dwight Yoakam, cantautore e attore statunitense
- 23 ottobre - Drahomír Zobek, medaglista slovacco
- 24 ottobre - Erich Anderson, attore statunitense († 2024)
- 24 ottobre - Owusu Ankomah, artista ghanese († 2025)
- 24 ottobre - Franco Juri, geografo, politico e diplomatico sloveno
- 24 ottobre - Rafael Mariano, politico e attivista filippino
- 24 ottobre - Jeff Merkley, politico statunitense
- 24 ottobre - David Nelson, ex cestista e allenatore di pallacanestro statunitense
- 24 ottobre - Carlo Ottaviano, giornalista italiano
- 24 ottobre - Gloria Saccani Jotti, politica italiana
- 25 ottobre - Salma Agha, attrice pakistana
- 25 ottobre - Adriana Brakel, ex cestista olandese
- 25 ottobre - Nuri Busahmein, politico libico
- 25 ottobre - Ezio Casati, politico italiano
- 25 ottobre - Tiziana Ghiglioni, cantante italiana
- 25 ottobre - Chieko Hase, ex calciatrice giapponese
- 25 ottobre - Stephen Leather, scrittore britannico
- 25 ottobre - Soni Razdan, attrice e regista britannica
- 25 ottobre - Paul Regina, attore statunitense († 2006)
- 26 ottobre - Jude Watson, scrittrice statunitense
- 26 ottobre - Mike Godwin, avvocato statunitense
- 26 ottobre - Pedro Sarmiento, calciatore colombiano († 2024)
- 26 ottobre - Karl Tatham, cestista e allenatore di pallacanestro britannico († 2020)
- 26 ottobre - Rita Wilson, attrice, produttrice cinematografica e cantante statunitense
- 27 ottobre - Maria Angela Cassol, medaglista italiana
- 27 ottobre - Matt Cavanaugh, ex giocatore di football americano e allenatore di football americano statunitense
- 27 ottobre - Michèle Chardonnet, ex ostacolista francese
- 27 ottobre - Cinzia Delisi, ex ginnasta italiana
- 27 ottobre - Michael Donhauser, poeta, scrittore e traduttore liechtensteinese
- 27 ottobre - Veronica Hart, ex attrice pornografica statunitense
- 27 ottobre - Manuel Jiménez Abalo, ex calciatore spagnolo
- 27 ottobre - Dave LaRue, bassista statunitense
- 27 ottobre - Renato Lio, militare italiano († 1991)
- 27 ottobre - Stanley Praimnath, guyanese
- 27 ottobre - Maria Alessandra Sandulli, giurista italiana
- 27 ottobre - Joaquín Ventura, ex calciatore salvadoregno
- 27 ottobre - Christiane Wartenberg, mezzofondista tedesca orientale
- 28 ottobre - Mahmud Ahmadinejad, politico iraniano
- 28 ottobre - Didier Bénureau, attore e comico francese
- 28 ottobre - Sandy Clark, allenatore di calcio e ex calciatore scozzese
- 28 ottobre - Sabine Gasteiger, sciatrice alpina austriaca
- 28 ottobre - Carlos Ischia, allenatore di calcio e ex calciatore argentino
- 28 ottobre - Stefano Pomilia, regista e sceneggiatore italiano
- 28 ottobre - Franky Vercauteren, allenatore di calcio e ex calciatore belga
- 28 ottobre - Dave Wyndorf, cantante e chitarrista statunitense
- 28 ottobre - Volker Zotz, filosofo, orientalista e storico delle religioni austriaco
- 29 ottobre - Agim Cana, ex calciatore albanese
- 29 ottobre - Wilfredo Gómez, ex pugile portoricano
- 29 ottobre - Luigi Ernesto Palletti, vescovo cattolico italiano
- 29 ottobre - Kazuyo Sejima, architetta giapponese
- 29 ottobre - Masayuki Suo, regista e sceneggiatore giapponese
- 30 ottobre - Carlos Azpiroz Costa, arcivescovo cattolico argentino
- 30 ottobre - Carlos César, politico portoghese
- 30 ottobre - Nick Mallett, ex rugbista a 15 e allenatore di rugby a 15 sudafricano
- 30 ottobre - Tim Roemer, politico e diplomatico statunitense
- 30 ottobre - Juliet Stevenson, attrice britannica
- 30 ottobre - Tamás Szabó, vescovo cattolico ungherese
- 30 ottobre - Terry Tyler, ex cestista e allenatore di pallacanestro statunitense
- 31 ottobre - Bruce Bawer, critico letterario, scrittore e poeta statunitense
- 31 ottobre - Jay Firestone, imprenditore e produttore cinematografico canadese
- 31 ottobre - Jörg Hengstler, attore e doppiatore tedesco († 2024)
- 31 ottobre - Bob Manno, allenatore di hockey su ghiaccio e ex hockeista su ghiaccio canadese
- 31 ottobre - Franco Merli, attore italiano († 2025)
- 31 ottobre - Roberto Malone, ex attore pornografico italiano
- 31 ottobre - Thomas Rongen, allenatore di calcio e ex calciatore olandese
- 31 ottobre - Giuseppe Rosica, arbitro di calcio e dentista italiano († 2019)
- 31 ottobre - Geoff Scott, allenatore di calcio e calciatore inglese († 2018)
- 31 ottobre - Daria de Pretis, giurista italiana